# Danielleilona marycolliverae
Danielleilona marycolliverae är en snäckart som beskrevs av Stanisic 1993. Danielleilona marycolliverae ingår i släktet Danielleilona och familjen Charopidae. Inga underarter finns listade i Catalogue of Life.